# Christian August Friedrich Garcke
Christian August Friedrich Garcke (25 d'octubre del 1819 a Bräunrode bei Mansfeld - 10 de gener del 1904 a Berlín) va ser un botànic alemany.
Primer va estudiar teologia luterana a Halle però aviat només va dedicar-se a la botànica com a professor privat. El 1851 va traslladar-se a Berlín on es va especialitzar amb Alexander Braun. Va ser nomenat conservador de l'Herbarium Reial (el futur Museu Botànic Reial) i va participar en la formació de farmacèutics. Encara en vida la seva obra mestra Flora von Nord- und Mitteldeutschland, sortit el 1849, va conèixer una vintena de reimpressions.
Les espècies Catopsis garckeana i Indigofera garckeana van ser nomenats al seu honor.
Obra destacada
- Flora von Halle (tom 1: 1948, tom 2: 1856)
- Flora von Nord- und Mitteldeutschland (1849)